# Orden de la Beneficencia (España)

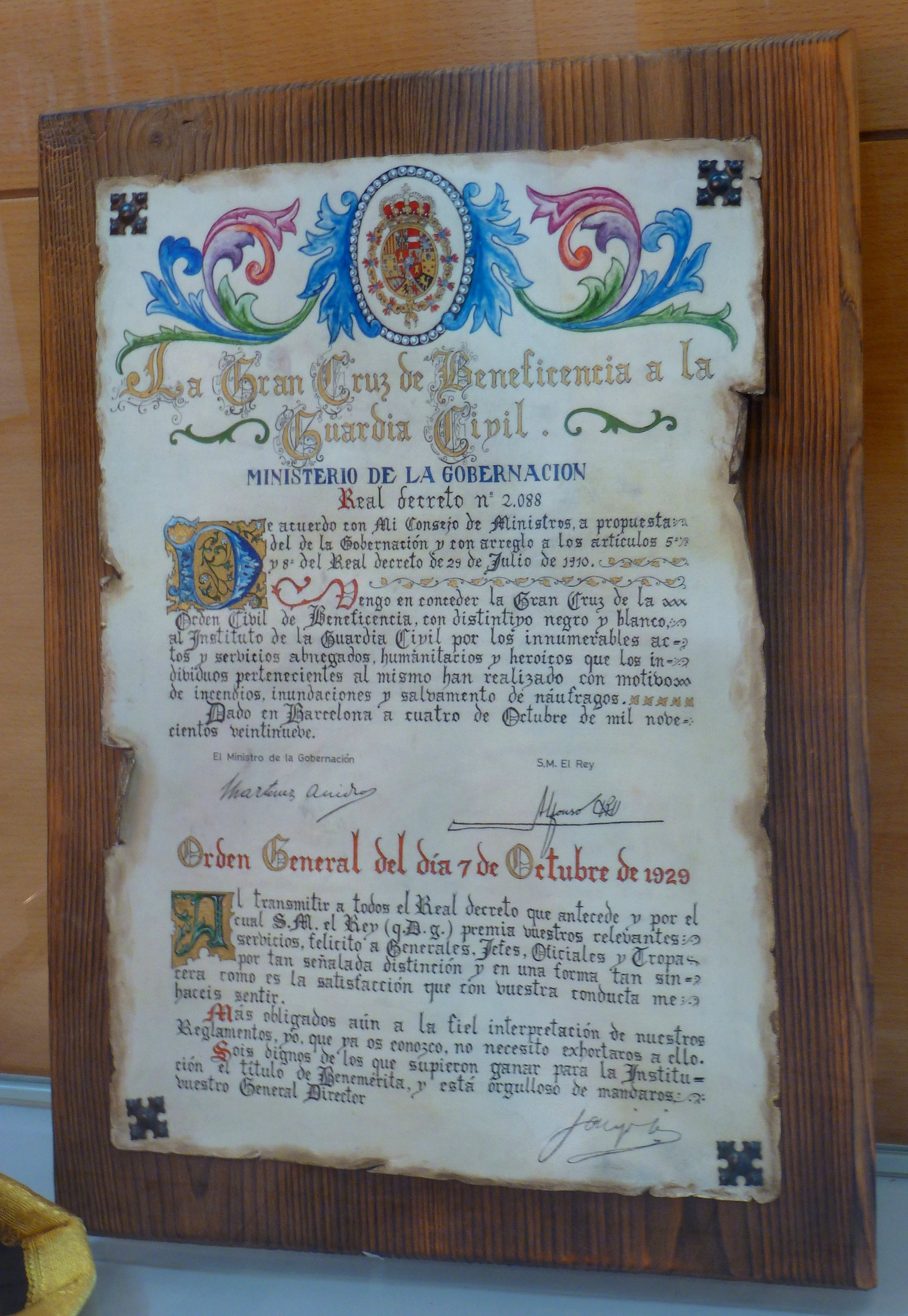
Diploma de la concesión de la Gran Cruz de la Orden Civil de Beneficencia a la Guardia Civil el 4 de octubre de 1929.

Escudo de la Ciudad de Santa Cruz de Tenerife con la Cruz de Primera Clase de la Orden Civil de Beneficencia, concedida en 1893.

La Orden Civil de Beneficencia fue una distinción civil española que tenía por objeto recompensar actuaciones o servicios considerados extraordinarios realizados en el transcurso de calamidades públicas, fue creada el 17 de mayo de 1856, reinando Isabel II. Fue sustituida por la Orden Civil de la Solidaridad Social el 17 de abril de 1989.

## Historia
La Cruz de Epidemias se estableció por real orden de 15 de agosto de 1838, y la Orden Civil de Beneficencia se creó por real decreto de 17 de mayo de 1856. Ambas distinciones honoríficas se fundieron por real decreto del Ministerio de la Gobernación de 29 de julio de 1910 quedándose con el nombre de Orden Civil de Beneficencia. Su finalidad era premiar los servicios y méritos relevantes de carácter sanitario, o prestados con motivo de la asistencia a luchas sanitarias o epidemias.
En 1943 se restablece la Cruz de Epidemias con el nombre de Orden Civil de Sanidad, separándola de la Orden Civil de Beneficencia.
La Orden Civil de Sanidad sustituye a estas condecoraciones desde 1983.
Pueden ser miembros de la Orden Civil de Sanidad las personas individuales o colectivas, nacionales o extranjeras. Su concesión tiene carácter personal e intransferible y, en el caso de Corporaciones, Asociaciones, Entidades, Empresas o colectividades, caducará a los doce años. 
La concesión confiere el derecho a ser y denominarse miembro de la Orden Civil de Sanidad, a recibir el tratamiento y consideraciones oficiales debidos a su categoría, a exhibir las correspondientes condecoraciones, a ser reconocida en toda clase de actividades e Instituciones sanitarias y a hacerla constar en los escritos y documentos del interesado. En ningún caso podrá utilizarse la referencia a la Orden Civil de Sanidad, para la oferta, promoción o publicidad de productos, actividades o servicios, sin perjuicio de la posible referencia en los libros, documentos o antecedentes del interesado.
En una primera etapa, la Orden Civil de Beneficencia tuvo tres clases o categorías. La primera de ellas, la Cruz de Primera Clase, tuvo una placa como insignia, la correspondiente a la segunda, la Cruz de Segunda Clase, se portaba en el cuello sujeta con una cinta a modo de corbata, y la de la tercera, la Cruz de Tercera Clase, sobre el pecho, también con cinta, a modo de medalla. En el año 1910 esta orden fue objeto de una reforma, se creó la categoría de la Gran Cruz con Placa como insignia, se modificó el diseño de las diferentes insignias y se introdujo diferentes distintivos en todas las clases: 
- Distintivo Negro y Blanco: Reconoce actuaciones que implican riesgo personal. Lleva anejo el tratamiento de Ilustrísimo/a o Ilustrísimo/a Señor/a.
- Distintivo Morado y Blanco: Recompensa actos o servicios vinculados con la salud pública. Lleva anejo el tratamiento de Señoría o Señor/a.
- Distintivo Blanco: Premian servicios considerados extraordinarios.[9]

La Gran Cruz con Placa lleva anejo el tratamiento de Excelencia, Excelentísimo/a o Excelentísimo/a Señor/a, la Cruz de Primera Clase lleva anejo el tratamiento de Ilustrísimo/a o Ilustrísimo/a Señor/a y la Cruz de Segunda Clase lleva anejo el tratamiento de Señoría o Señor/a.
La Orden Civil de Beneficencia fue abolida en 1931 y restaurada en 1940 durante el Franquismo. Desapareció definitivamente el 17 de abril de 1989, siendo sustituida por la recién creada Orden Civil de la Solidaridad Social.
En el escudo usado por la ciudad de Santa Cruz de Tenerife figura la Cruz de Primera Clase de la Orden Civil de Beneficencia que le fue concedida a la población de Santa Cruz de Tenerife en 1893 por la Reina Regente María Cristina de Austria por su comportamiento durante una epidemia de cólera.
En virtud del real decreto número 2088 de 4 de octubre de 1929 se concedió la Gran Cruz con Distintivo Negro y Blanco de la Orden Civil de Beneficencia a los cuerpos de la Guardia Civil y de los Carabineros por su labor en auxilio de las víctimas de incendios, inundaciones y naufrágios. Este hecho explica la utilización del adjetivo benemérita como sobrenombre para referirse a este cuerpo de seguridad.

## Desposesión de distinciones
El agraciado con cualesquiera de las categorías que haya sido sentenciado por la comisión de un delito doloso o pública y notoriamente haya incurrido en actos contrario a las razones determinantes de la concesión de la distinción podrá, en virtud de expediente iniciado de oficio o por denuncia motivada, y con intervención del Fiscal de la Real Orden, ser desposeído del título correspondiente a la distinción concedida, decisión que corresponde a quien la otorgó.